# 伯奧克鎮區 (密歇根州)
伯奧克鎮區（英語：Burr Oak Township）是位於美國密歇根州聖約瑟夫縣的一個行政鎮區。

## 地方資料
伯奧克鎮區的面積為93.40平方千米，當中陸地面積為92.10平方千米，而水域面積為1.30平方千米。根據2020年美國人口普查的數據，當地共有人口2639人，而人口密度為每平方千米28.25人。